# Бріанна Гові
Бріанна Гові (англ. Brianne Howey; нар. 24 травня 1989, Пасадіна, Каліфорнія) — американська акторка. Найбільш відома своєю роллю Джорджії Міллер у серіалі «Джинні й Джорджія» від Netflix.

## Біографія
Бріанна виросла в Пасадіні, штат Каліфорнія. Гові виховувала її молода самотня мама, від якої вона пізніше черпала натхнення в ролі Джорджії. Вона найстарша з 5 дітей в сім'ї.
Вона відвідувала католицьку школу для дівчат у Пасадіні, де приєдналася до команди імпровізації. У 2007 році після її закінчення переїхала до Нью-Йорка для навчання в школі мистецтв Тіша Нью-Йоркського університету, яку закінчила зі ступенем бакалавра мистецтв у 2011 році та Інституті театру та кіно Лі Страсберга. В університеті Гові також відвідувала додаткові заняття з дитячої психології.

## Кар'єра
Ще під час навчання в університеті Гові знялася в кількох короткометражках і вперше з'явилася на телебаченні в епізоді серіалу «Беверлі-Гіллз 90210: Нове покоління».
У 2013 році Гові зіграла роль у серіалі «Twisted Tales».
У 2014 році Бріанна зіграла Кенді в комедійному фільмі «Нестерпні боси 2» разом з Джейсоном Бейтманом.
У 2015 році Бріанна переїхала до Лондона, оскільки отримала свою першу головну роль у британському телесеріалі «Живу з моделями».
У 2016 році Гові отримала роль Кетрін Ренс у телесеріалі «Той, що виганяє диявола», сестри одержимої дівчини, яку грає Ханна Касулка.
У 2019 році Бріанна зіграла Шону Бебкок у телесеріалі, заснованому на трилогії романів Джастіна Кроніна «The Passage».
Вона також зіграла роль у романтичній комедії «Плюс один» 2019 року.
Ще більшу увагу Гові привернула своєю роллю Джорджії в серіалі Netflix «Джинні й Джорджія». Серіал вийшов 24 лютого 2021 року і швидко став популярним, залучивши 52 мільйони підписників на Netflix. Його було продовжено на другий сезон 19 квітня 2021 року. Прем'єра другого сезону відбулася 5 січня 2023 року.

## Особисте життя
З 2015 року перебуває у стосунках з адвокатом Меттом Зірінгом. 24 липня 2021 року Гові та Зірінг одружилися в їхньому будинку в Каліфорнії.

## Фільмографія
| Рік        |   | Українська назва                   | Оригінальна назва                          | Роль               |
| ---------- | - | ---------------------------------- | ------------------------------------------ | ------------------ |
| 2010       | с | 90210: Нове покоління              | 90210                                      | Стейсі             |
| 2011       | с | NCIS: Полювання на вбивць          | NCIS: Naval Criminal Investigative Service | старшокласниця     |
| 2011—2012  | с | Буває і гірше                      | The Middle                                 | Емілі              |
| 2012       | с | Помста                             | Revenge                                    | Єва                |
| 2013       | с | Татко                              | Baby Daddy                                 | Сьюзі Кеттл        |
| 2013       | с | Дивні оповідання                   | Twisted Tales                              | Сьюзен             |
| 2013       | с |                                    | Red Scare                                  | Одрі Стоун         |
| 2013       | с | Криміналісти: мислити як злочинець | Criminal Minds                             | Гізер Кларк        |
| 2014       | ф | Позаземний                         | ETXR                                       | Сісі               |
| 2014       | ф | Нестерпні боси 2                   | Horrible Bosses 2                          | Кенді              |
| 2014       | с | Зої Гарт із південного штату       | Hart of Dixie                              | Лулабелль          |
| 2014       | с | Соціо                              | Twisted                                    | Вітні Тейлор       |
| 2014       | с | Будинок ігор                       | Playing House                              | Сесілія            |
| 2015       | с | Королеви крику                     | Scream Queens                              | Мелані Доркус      |
| 2015       | с | Гаваї 5.0                          | Hawaii Five-0                              | Лія                |
| 2015—2017  | с | Живу з моделями                    | I Live with Models                         | Скарлет            |
| 2016       | ф |                                    | Super Novas                                | Тіффані            |
| 2016       | ф | Вірус                              | Viral                                      | Тара Деннеллі      |
| 2016       | ф |                                    | The Lonely Whale                           | Хіпстер в кав'ярні |
| 2016       | ф | XOXO                               | XOXO                                       | Дарла              |
| 2016       | с | Дивна парочка                      | The Odd Couple                             | Еллісон            |
| 2016—2017  | с | Той, що виганяє диявола            | The Exorcist                               | Кетрін «Кет» Ренс  |
| 2017       | ф | Пастка часу                        | Time Trap                                  | Джекі              |
| 2017       | с | Вмираю зі сміху                    | I'm Dying Up Here                          | Кей                |
| 2018       | ф | Маленькі стерви                    | Little Bitches                             | Сара Ріхтер        |
| 2019       | ф | Плюс один                          | Plus One                                   | Джесс Ремсі        |
| 2019       | с | Переродження                       | The Passage                                | Шона Бебкок        |
| 2019—2020  | с | Бетвумен                           | Batwoman                                   | Рейґан Пай         |
| 2019—2022  | с | Лялечки                            | Dollface                                   | Елісон Б.          |
| 2021—т. ч. | с | Джинні й Джорджія                  | Ginny & Georgia                            | Джорджія Міллер    |
| 2024       | ф | Дорогий Санта                      | Dear Santa                                 | Моллі Тернер       |